# Пасіка Остап Адамович
Остап Адамович Пасіка (25 липня 1929, с. Кровинка, нині Тернопільська область — 9 червня 2000, с. Кровинка, Тернопільська область) — український різьбяр, журналіст, громадський діяч. Член Національної спілки журналістів України (1958). Почесний член Українського товариства охорони пам'яток історії та культури (1988), Всеукраїнського товариства «Просвіта» (1999).

## Життєпис
Остап Пасіка народився 25 липня 1929 року в селі Кровинці, нині Теребовлянської громади Тернопільського району Тернопільської области України.
Працював у Теребовлянській районній друкарні. У 1945 році організатор і керівник друкарні в с. Струсові (нині Тернопільського району).
Закінчив Львівський поліграфічний технікум (1950), Львівський університет (1966). У 1950—1966 роках працював у редакції газети «Вільне життя» (Тернопіль) і «Трудова слава» (Теребовля).
Від 1966 — у Києві: редактор видавництва «Політвидав України» (1966—1967), відповідальний секретар Президії правління Українського товариства охорони пам'яток історії та культури (1967—1972), співорганізатор Українського музею книгодрукування в Києво-Печерській лаврі (1972—1975), завідувач відділу видавництва «Мистецтво» (1975—1977).
Помер 9 червня 2000 року в рідному селі.

## Доробок
Від 1977 — на творчій роботі. Автор понад 500 різьбярських робіт на дерев'яних плакетках: ліричні й сатиричні композиції, портрети діячів української історії, культури, науки та інших. Частину творчого доробку передав музеям, зокрема 117 — Теребовлянському історико-краєзнавчому музею.
Персональні виставки в республіканському Будинку літераторів, Спілки письменників України (1989, Київ), у ВНЗ, закладах культури.
Творчості Пасіки присвячено шість фільмів; він художник-постановник 3-серійного фільму «Море і Україна». Видано ілюстрований альбом «Дивосвіт Остапа Пасіки» (2000, Київ).